# Burland (Cheshire)
Pour les articles homonymes, voir Burland.
 (juillet 2018).
Si vous disposez d'ouvrages ou d'articles de référence ou si vous connaissez des sites web de qualité traitant du thème abordé ici, merci de compléter l'article en donnant les références utiles à sa vérifiabilité et en les liant à la section « Notes et références ».
Burland est un village d'Angleterre située dans le comté de Cheshire et une paroisse civile de la Crewe et Nantwich. La branche de Llangollen du Shropshire Union Canal passe à l'est du village.